# Luigi Paiaro
Luigi Paiaro (ur. 8 września 1934 w Voltabarozza) – włoski duchowny rzymskokatolicki posługujący w Kenii, w latach 2003-2011 biskup Nyahururu.

## Życiorys
Święcenia kapłańskie przyjął 12 lipca 1959 i został inkardynowany do diecezji Padwy. Przez cztery lata pracował duszpastersko na terenie tejże diecezji, a następnie wyjechał jako misjonarz fidei donum do Kenii i rozpoczął pracę w archidiecezji Nyeri. Był m.in. wikariuszem biskupim dla rejonu Nyahururu, a także koordynatorem kapłanów diecezji padewskiej pracujących w Kenii.
4 stycznia 2003 został prekonizowany biskupem nowo utworzonej diecezji Nyahururu. Sakrę biskupią otrzymał 25 marca 2003. 24 grudnia 2011 przeszedł na emeryturę.